# Acrossus melanodiscus
Acrossus melanodiscus är en skalbaggsart som beskrevs av Zhang 1992. Acrossus melanodiscus ingår i släktet Acrossus och familjen Aphodiidae. Inga underarter finns listade i Catalogue of Life.